# Premi BAFTA 1960
I premi della 13ª edizione dei British Academy Film Awards furono conferiti nel 1960 dalla British Academy of Film and Television Arts alle migliori produzioni cinematografiche del 1959.

## Vincitori e candidati

### Miglior film internazionale (Best Film from any Source)
- Ben-Hur (Ben-Hur: A Tale of the Christ), regia di William Wyler
- A qualcuno piace caldo (Some Like it Hot), regia di Billy Wilder
- Anatomia di un omicidio (Anatomy of a Murder), regia di Otto Preminger
- Cenere e diamanti (Popiół i diament), regia di Andrzej Wajda
- Il commissario Maigret (Maigret tend un piège), regia di Jean Delannoy
- Frenesia del delitto (Compulsion), regia di Richard Fleischer
- Frontiera a Nord-Ovest (North West Frontier), regia di J. Lee Thompson
- Gigi, regia di Vincente Minnelli
- I giovani arrabbiati (Look Back in Anger), regia di Tony Richardson
- Il grande paese (The Big Country), regia di William Wyler
- Nemici di ieri (Yesterday's Enemy), regia di Val Guest
- Questione di vita o di morte (Tiger Bay), regia di J. Lee Thompson
- La storia di una monaca (The Nun's Story), regia di Fred Zinnemann
- Il volto (Ansiktet), regia di Ingmar Bergman
- Zaffiro nero (Sapphire), regia di Basil Dearden

### Miglior film britannico (Best British Film)
- Zaffiro nero (Sapphire)
- Frontiera a Nord-Ovest (North West Frontier)
- I giovani arrabbiati (Look Back in Anger)
- Nemici di ieri (Yesterday's Enemy)
- Questione di vita o di morte (Tiger Bay)

### Miglior attore britannico (Best British Actor)
- Peter Sellers – Nudi alla meta (I'm All Right Jack)
- Stanley Baker – Nemici di ieri (Yesterday's Enemy)
- Richard Burton – I giovani arrabbiati (Look Back in Anger)
- Peter Finch – La storia di una monaca (The Nun's Story)
- Laurence Harvey – Espresso Bongo (Expresso Bongo)
- Gordon Jackson – Nemici di ieri (Yesterday's Enemy)
- Laurence Olivier – Il discepolo del diavolo (The Devil's Disciple)

### Migliore attrice britannica (Best British Actress)
- Audrey Hepburn – La storia di una monaca (The Nun's Story)
- Peggy Ashcroft – La storia di una monaca (The Nun's Story)
- Yvonne Mitchell – Zaffiro nero (Sapphire)
- Sylvia Syms – No Trees in the Street
- Kay Walsh – La bocca della verità (The Horse's Mouth)

### Miglior attore straniero (Best Foreign Actor)
- Jack Lemmon – A qualcuno piace caldo (Some Like it Hot)
- Zbigniew Cybulski – Cenere e diamanti (Popiół i diament)
- Jean Desailly – Il commissario Maigret (Maigret tend un piège)
- Jean Gabin – Il commissario Maigret (Maigret tend un piège)
- Takashi Shimura – Vivere (Ikiru)
- James Stewart – Anatomia di un omicidio (Anatomy of a Murder)

### Migliore attrice straniera (Best Foreign Actress)
- Shirley MacLaine – Tutte le ragazze lo sanno (Ask Any Girl)
- Ava Gardner – L'ultima spiaggia (On the Beach)
- Susan Hayward – Non voglio morire (I Want to Live!)
- Ellie Lambeti – L'ultima bugia (To teleftaio psema)
- Rosalind Russell – La signora mia zia (Auntie Mame)

### Migliore attore o attrice debuttante (Most Promising Newcomer to Film)
- Hayley Mills – Questione di vita o di morte (Tiger Bay)
- Gerry Duggan – Gli evasi di Fort Denison (The Siege of Pinchgut)
- Liz Fraser – Nudi alla meta (I'm All Right Jack)
- Joseph N. Welch – Anatomia di un omicidio (Anatomy of a Murder)

### Migliore sceneggiatura per un film britannico (Best British Screenplay)
- John Boulting, Alan Hackney, Frank Harvey – Nudi alla meta (I'm All Right Jack)
- Ben Barzman, Millard Lampell – L'inchiesta dell'ispettore Morgan (Blind Date)
- Robin Estridge – Frontiera a Nord-Ovest (North West Frontier)
- Janet Green – Zaffiro nero (Sapphire)
- Alec Guinness – La bocca della verità (The Horse's Mouth)
- John Hawkesworth, Shelley Smith – Questione di vita o di morte (Tiger Bay)
- Nigel Kneale – I giovani arrabbiati (Look Back in Anger)
- Wolf Mankowitz – Espresso Bongo (Expresso Bongo)
- Ted Willis – No Trees in the Street

### Miglior documentario (Flaherty Documentary Award)
- The Savage Eye, regia di Joseph Strick, Sidney Meyers, Ben Maddow
- Artico selvaggio (White Wilderness), regia di James Algar
- Siamo i ragazzi di Lambeth (We Are the Lambeth Boys), regia di Karel Reisz
- This Is the BBC, regia di Richard Cawston

### Miglior cortometraggio (Best Short Film)
- Seven Cities of Antarctica, regia di Winston Hibler
- Rodin

### Premio UN (UN Award)
- L'ultima spiaggia (On the Beach), regia di Stanley Kramer
- La storia di una monaca (The Nun's Story)